# Skyrunners
Skyrunners (conocida como Skyrunners: Expediente OVNI en España) es la primera película original de Disney XD. Fue estrenada  el 27 de noviembre de 2009 en Estados Unidos, mientras que su estreno en Latinoamérica fue el 13 de enero de 2012.
Cuenta con el elenco de Joey Pollari y Kelly Blazt. Skyrunners nos cuenta una historia en la que los hermanos Nick y Tyler viven una invasión de extraterrestres. Cuando los extraterrestres capturan a Nick, Tyler tendrá que salvar a su hermano y al mundo.

## Sinopsis
Los hermanos Nick y Tyler encuentran un OVNI estrellado cerca de su pueblo. Poco después de eludir al gobierno (principalmente al agente de Armstrong), y mantener el OVNI en reclusión, Tyler pasa por cambios físicos (pasando de 10 a 16 años) y obtiene capacidades sobrehumanas debido a su dramático viaje al espacio en el OVNI. La situación se vuelve más difícil de encubrir, ya que Tyler está siendo constantemente ignorado por Nick, debido a sus esfuerzos en perseguir a Julie Gunn. Después de no tener a nadie a quien recurrir, Tyler decide contarle al agente Armstrong acerca de los ovnis. El agente Armstrong se revela como un alienígena encubierto con el fin de destruir la Tierra y captura a Tyler. Hace caso omiso a Tyler y llega a la guarida de ovnis para tratar de disculparse; entonces, comienza un intento de reparar el OVNI. Después de intentarlo durante toda la noche, lo consigue y este se lo lleva a la fortaleza subterránea donde los alienígenas son residentes y se dan cuenta de que en realidad es un cráter de impacto de "un aterrizaje forzoso en la Tierra". Nick localiza a Tyler y lo libera de su celda. Además, los hermanos descubren que los extraterrestres están planeando apoderarse de la Tierra por la contaminación de la atmósfera por parte de los humanos. Tyler utiliza un explosivo alienígena para destruir a los alienígenas y escapa en el OVNI. Sin embargo, a pesar de que acaban con la mayoría de ellos, un alienígena sobrevive y los persigue en una versión más potente de su OVNI.
Después de derrotar a los alienígenas y de la destrucción del resto de combatientes alienígenas, el OVNI se estrella en la graduación de la escuela secundaria de Nick. Nick elige la llegada de los ovnis como su proyecto de ciencias y se le permite graduarse. Además, gana el aprecio de Julie y se besan. Tyler, por su parte, consigue una cita con Katie Wallace, y pueden quedarse con el OVNI. Suponiendo que todos los alienígenas fueron destruidos, los niños siguen con sus vidas. Sin embargo, al final de la película, mientras está tomando el OVNI de una alegría-ride (con su nuevo sistema estéreo que Nick ha instalado, que es notablemente voladura de la canción tema de la Jornada por la película de bajo CAPRA) que muestra cuatro alienígenas que sobreviven y están planeando un nuevo ataque a la raza humana, dejando así la posibilidad de una secuela.

## Emisión Internacional
| País           | Canal     | Fecha de Emisión        | Título                      |
| -------------- | --------- | ----------------------- | --------------------------- |
| Estados Unidos | Disney XD | 27 de noviembre de 2009 | Skyrunners                  |
| España         | Disney XD | 11 de diciembre de 2009 | Skyrunners: Expediente OVNI |
| Latinoamérica  | Disney XD | 13 de enero de 2012     | Skyrunners                  |

## Retraso en Latinoamérica
Se desconocen las razones por las que Skyrunners tardó 3 años en estrenarse en Latinoamérica, en contraste con el lanzamiento de la película en España, tan solo 2 semanas después de haberse estrenado en los Estados Unidos. No hubo ninguna referencia de la película hasta el 5 de diciembre del 2011, mientras se estrenaba la 2° temporada de Par de Reyes, cuando salió al aire la promoción oficial de la película doblada, anunciando su estreno el 13 de enero de 2012.

## Reparto
- Joey Pollari es Tyler Burns.[2]
- Kelly Blatz es Nick Burns.[2]
- Linda Kash es Robin Burns.[2]
- Conrad Coates es Agente Armstrong.[2]
- Jacqueline MacInnes Wood es Julie Gunn.[2]
- Nathan Stephenson es Darryl Butler.[2]
- Aisha Dee es Katie Wallace.[2]